# Пустошка (Шиковская волость)
Пустошка — деревня в Шиковской волости Островского района Псковской области.
Расположена в 51 км к востоку от города Острова и в 1,5 км к северу от деревни Торчани, на границе с Выборской волостью Новоржевского района.
Численность населения деревни по состоянию на 2000 год составляла 8 человек.